# Bilimono
Bilimono est une localité du Nord de la Côte d'Ivoire, et appartenant au département de Ferkessédougou, Région des Savanes. La localité de Bilimono est un chef-lieu de commune.